# パット・ギブソン
パット・ギブソン (Pat Gibson, 1961年6月19日- 、アイルランドのゴールウェイ出身)は、アイルランドのクイズプレイヤーである。国際的なクイズ大会で複数入賞を果たしており、国際的に活躍しているトッププレイヤーの1人と言える。各種クイズ大会での優勝や、クイズ番組『エッグヘッズ』の回答者（パネリスト）として知られている。出身はアイルランドであり学業もアイルランドで修めたが、その後のイギリスでの生活がずっと続いている。

## 生い立ち
1961年にゴールウェイで生まれた。1970年の上半期にLetterkennyへ移住し、Scoil ColmcilleとSaint Eunan's Collegeで学んだ。その後、ゴールウェイ大学でエンジニアリングの学位を取得している。

## クイズ番組での活躍

### Who Wants to Be a Millionaire?での活躍
2004年4月24日、イギリスのクイズ番組『Who Wants to Be a Millionaire?』（クイズ$ミリオネア）で4人目のパーフェクト達成者となった。その際に出題された問題やライフラインの使用状況は下にまとめてある。オーディエンスを￡64,000の問題に使い、残る50:50とテレフォンを最終問題に使用した。なお、ライフラインを最終問題で2つ残してのパーフェクト達成は番組初であった。最終問題では、先ず50:50で2択に絞った後、テレフォンでクイズ関係の知人であるMark KerrHeに連絡をした。その際、90％正解は確信していると伝えている。
最終的に「Arlington Million」と回答し、見事100万ポンドを獲得した。

### ミリオネアでパーフェクト達成するまでの経過
パット・ギブソンがパーフェクトを獲得した時に出題された問題は以下の通りである。
Question 1
| £100 (1 of 15) - no time limit |          |
| In children's stories, how many wishes are traditionally granted by a genie or fairy? （一般的に、童話で魔人や妖精が叶えてくれる願い事はいくつ？） |          |
| • A: 1つ | • B: 2つ |
| • C: 3つ | • D: 4つ |

Question 2
| £200 (2 of 15) - no time limit                                                                                         |                    |
| Which phrase refers to a discussion about work outside working hours? （仕事の時以外で仕事の話をすることを何という？） |                    |
| • A: Talking factory                                                                                                   | • B: Talking store |
| • C: Talking shop | • D: Talking mill  |

Question 3
| £300 (3 of 15) - no time limit                                                                                            |         |
| What is the colour of the front door of Number Ten Downing Street? （ダウニングストリートの10番道路の入り口の色は何色？） |         |
| • A: 赤 | • B: 青 |
| • C: 黄色 | • D: 黒 |

Question 4
| £500 (4 of 15) - no time limit |                             |
| Complete TV presenter David Dickinson's famous catchphrase: "Cheap as..."? （TV番組司会者David Dicknsonのキャッチフレーズと言えば『何のようにチープ？』） |                             |
| • A: チェダーチーズ(Cheddar) | • B: チャウダー(Chowder)    |
| • C: フレンチポテト(Chips) | • D: チリコンカーン(Chilli) |

Question 5
| £1,000 (5 of 15) - no time limit                                                        |                       |
| What is the first word in the phonetic alphabet? （国際音声記号で一番初めの文字は何？） |                       |
| • A: アップル(Apple)                                                                    | • B: アルファ(Alpha)  |
| • C: アルマジロ(Armadillo)                                                              | • D: アマゾン(Amazon) |

Question 6
| £2,000 (6 of 15) - no time limit |                           |
| Which girl's name is the title of a song on The Beatles album Rubber Soul? （次の女性の名前のうち、ビートルズのアルバム『ラバーソウル』に収録されている楽曲に使用されているのはどれ？） |                           |
| • A: マンディ(Mandy) | • B: ミッシェル(Michelle) |
| • C: マデリーナ(Madeleine) | • D: マリアンナ(Marianne) |

Question 7
| £4,000 (7 of 15) - no time limit                                                                                |                          |
| In 1581, Sir Francis Drake became mayor of which city? （1581年、フランシス・ドレイクはどこの市長に就任した？） |                          |
| • A: キングストン・アポン・ハル(Kingston upon Hull)                                                             | • B: グラスゴー(Glasgow) |
| • C: プリマス(Plymouth)                                                                                         | • D: ブリストル(Bristol) |

Question 8
| £8,000 (8 of 15) - no time limit |                                 |
| 'The Walrus and the Carpenter' is a well-known verse in which children's novel? （The Walrus and the Caroenterはどの児童文学に出てくる話？） |                                 |
| • A: Swallows and Amazons | • B: ホビットの冒険(The Hobbit) |
| • C: 鏡の国のアリス(Through the Looking-Glass)                                                                                               | • D: Stig of the Dump           |

Question 9
| £16,000 (9 of 15) - no time limit |              |
| In heraldry, a lion standing on one or two hind legs with one foreleg raised above the other is described as what? （紋章学で、後足で立ち片方の前足を挙げたライオンが描かれているものは何？） |              |
| • A: Dormant | • B: Passant |
| • C: Couchant | • D: Rampant |

Question 10
| £32,000 (10 of 15) - no time limit                                                           |                                    |
| What is the name of the world's highest active volcano? （世界で最も標高が高い活火山は何？） |                                    |
| • A: エトナ火山(Etna)                                                                        | • B: セントヘレナ(Mount St. Helens |
| • C: コトパクシ山(Cotopaxi)                                                                  | • D: クラカタウ(Krakatoa)          |

Question 11
| £64,000 (11 of 15) - no time limit                                                              |                     |
| In Welsh place names, what does 'afon' mean? （ウェールズの地名につく「afon」とはどんな意味？） |                     |
| • A: 城塞(Fort)                                                                                 | • B: 牧草地(Meadow) |
| • C: 池(Pool)                                                                                   | • D: 川(River)      |

Question 12
| £125,000 (12 of 15) - no time limit                                                                     |                               |
| Which king wrote a famous denunciation of smoking? （タバコの取り締まりを行ったことで有名な国王は誰？） |                               |
| • A: リチャード1世(Richard I)                                                                           | • B: ウィリアム1世(William I) |
| • C: ジョージ1世(George I)                                                                              | • D: ジェームズ1世(James I)   |

Question 13
| £250,000 (13 of 15) - no time limit                                                                                    |                                                |
| What is the female equivalent of the Oedipus complex? （次の内、女性版オイディプス・コンプレックスと言えるものは何？） |                                                |
| • A: エレクトラ・コンプレックス(Electra complex)                                                                       | • B: アテナ・コンプレックス(Athena complex)    |
| • C: ダイアナ・コンプレックス(Diana complex)                                                                           | • D: パンドラ・コンプレックス(Pandora complex) |

Question 14
| £500,000 (14 of 15) - no time limit |                      |
| Which of these creatures are most associated with the naturalist and artist John James Audubon? （画家・生物学者であったジョン・ジェームズ・オーデュボンが研究した生き物はどれ？） |                      |
| • A: 甲虫(Beetles) | • B: 蝶(Butterflies) |
| • C: 鳥(Birds) | • D: こうもり(Bats)  |

Question 15
| £1 million (15 of 15) - no time limit                                                                           |                                                 |
| Which of these is not one of the American Triple Crown horse races? （アメリカ3冠レースでないのは次の内どれ？） |                                                 |
| • A: アーリントンミリオン（Arlington Million）                                                                  | • B: ベルモント・ステークス(Belmont Stakes)     |
| • C: ケンタッキー・ダービー(Kentucky Derby)                                                                     | • D: プリークネス・ステークス(Preakness Stakes) |

### 『マスターマインド』での活躍
2005年にイギリスのクイズ番組『マスターマインド』で優勝している。なお、その際の彼の得意ジャンルは『テッド神父』、『イアン・バンクスの著書』、『クエンティン・タランティーノの映画』であった。
2010年8月6日のチャンピオン大会では、パスを一回も使用せず36点というスコアで優勝している。なお、この時ジェス・ハニーも36点というスコアであったが、2回パスを使っており優勝を逃している。

### 『ブレイン・オブ・ブリテン』での活躍
2006年12月25日、BBCラジオ4のクイズ番組『ブレイン・オブ・ブリテン(Brain of Britain)』で優勝し、Roger Pritchard、ケビン・アッシュマン、Chris Hughesに次いで4人目のマスターマインドとブレイン・オブ・ブリテン両番組での優勝経験者となった。
2008年にも出場しており、この時はChris Hughesとマーク・バイザウェイに次いで3位という結果だった。

### 『エッグヘッズ』での活躍
イギリスのクイズ番組『Are You an Egghead?』では、第1期、第2期に出場している。 第1期では準決勝でMark Kerrと対戦し敗れた。2009年の第2期ではマスターマインドとミリオネアで好成績を残していたDavid Edwardsに勝利している。

## 国際的なクイズ大会での活躍
国際クイズ大会において24個のメダルを獲得しており、これはケビン・アッシュマンの27個に次いで2番目に多い記録である。(内訳：金メダル6個、銀メダル11個、銅メダル7個) 2007年にはWorld Quizzing Championshipで優勝している。また、彼とペアであるイアン・ベイレイと共にイギリス国内、欧州圏内でのチーム部門でのクイズ大会のタイトルを幾つか獲得している。
2010年には、World Quizzing Championshipで歴代最高得点の210点満点中180点のスコアを出した。因みに2位は169点に2人おり、ケビン・アッシュマンとロニー・シガーズである。また欧州クイズチャンピオンシップ(EQC)でも好成績を残している。
元々アイルランド出身であるが、クイズ大会に参加する時はイギリスのチームメンバーとして出場している。

## イギリス国内のクイズ大会での活躍状況
夏に行われるOrrell and District Leagueでは「マイルストーン」というチーム名で参加している。また、冬に行われるOrmskirk leagueでは「オールドドッグ」というチーム名で参加している。

## 2008年のインタビュー
パット・ギブソンへのインタビュー記事をノルウェークイズ協会のウェブサイトで見ることができる。